# Schoharie megye
Schoharie megye az Amerikai Egyesült Államokban, azon belül New York államban található. Megyeszékhelye Schoharie  Lakosainak száma 29 714 fő (2020. április 1.). Schoharie megye Montgomery, Schenectady, Albany, Greene, Delaware és Otsego megyékkel határos.

## Népesség
A megye népességének változása:
| Lakosok száma | 32 667 | 32 645 | 32 087 | 31 844 | 31 330 | 29 714 |
|               | 2010   | 2011   | 2012   | 2013   | 2015   | 2020   |